# Герзейська культура
Герзейська культура (Накада II) — енеолітична культура додинастичного періоду єгипетської історії 4-го тисячоліття до н. е. (3500 — 3200 роки до н. е.). Назву отримала від могильника Герзе в Нижньому Єгипті. Представлена поселеннями і могильниками. Частина дослідників вважає цю культуру продовженням і розвитком більш ранньої амратської культури.

## Становлення і розвиток
На пізньому етапі Герзейської культури поряд з кам'яними знаряддями праці відмічено активне використання тесел, кінжалів, серпів тощо. В господарстві, попри землеробство (вже широко застосовувалась іригація, наприкінці 4-го тисячоліття до н. е. винайдений примітивний плуг) стало інтенсивно розвиватися скотарство, на основі якого відбулась майнова диференціація всередині окремих племен, носіїв Герзейської культури. Великого розвитку набули ремесла. Поряд з вже традиційною на той час червоною «глянцевою» керамікою з'являється кераміка з жовтим (іноді кремовим) ангобом і червоним розписом, який зображає людей, тварин, човни, цілі побутові сцени. Серед статуеток з глини і каменю зустрінуті зображення жінок і чоловіків із зв'язаними руками. Дехто з археологів вважає ці статуетки військовополоненими, а відтак припускає активні військові конфлікти.
В період Герзейської культури Верхній і Нижній Єгипет були двома великими ворогуючими державами. В пам'ятках мистецтва помітний вплив культур Малої Азії і Межиріччя. Більшість єгиптологів вважає, що саме на основі Герзейської культури близько 3200 року до н. е. виник Стародавній Єгипет.

## Галерея

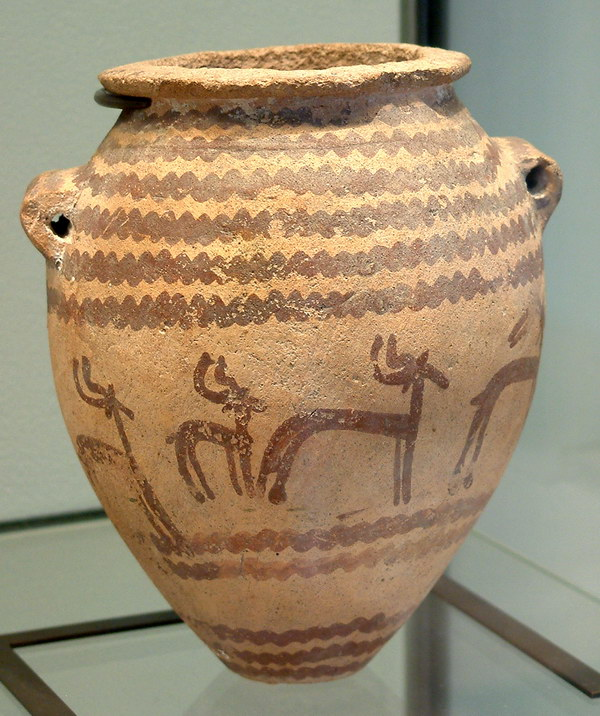
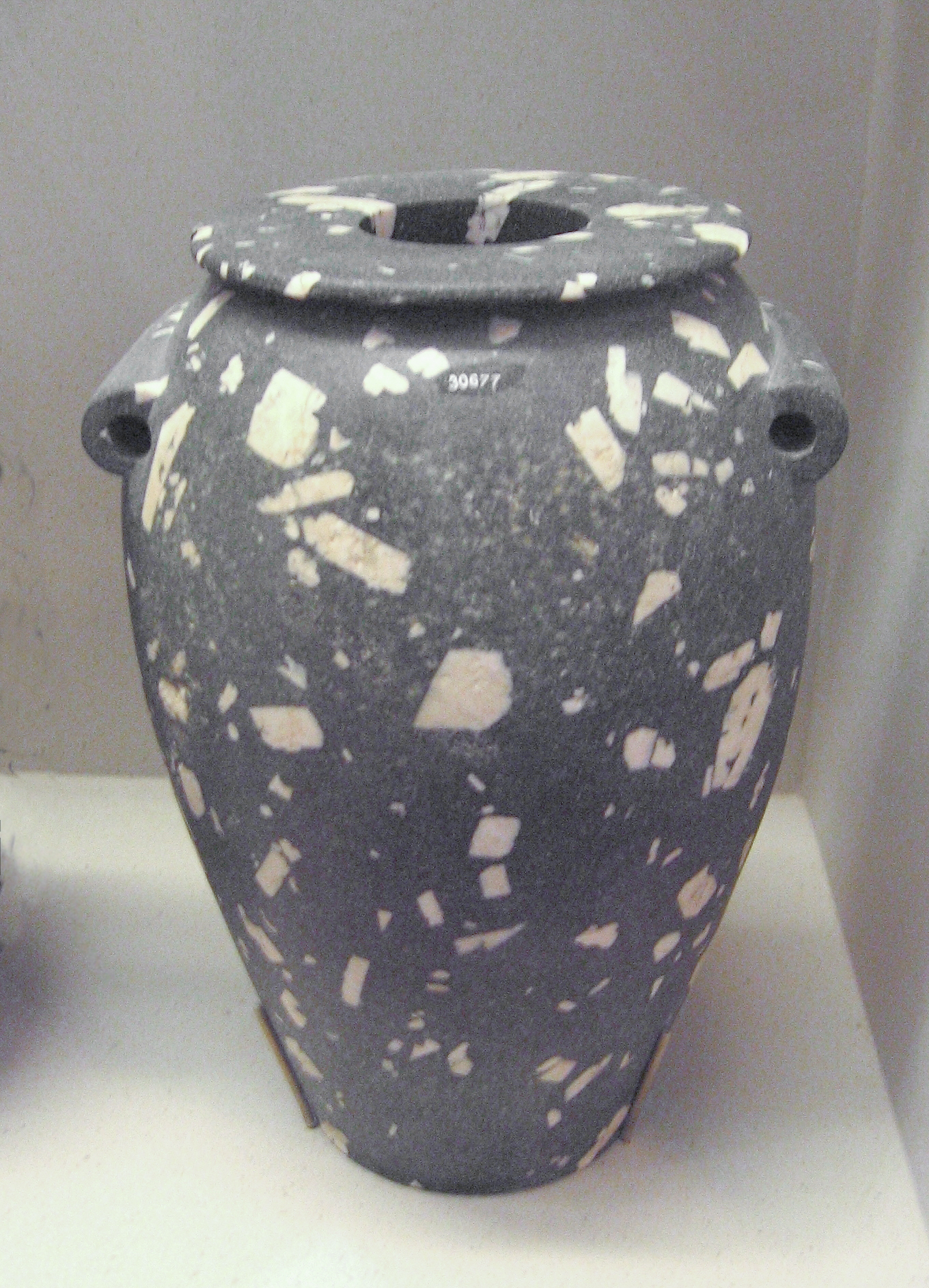
Ваза
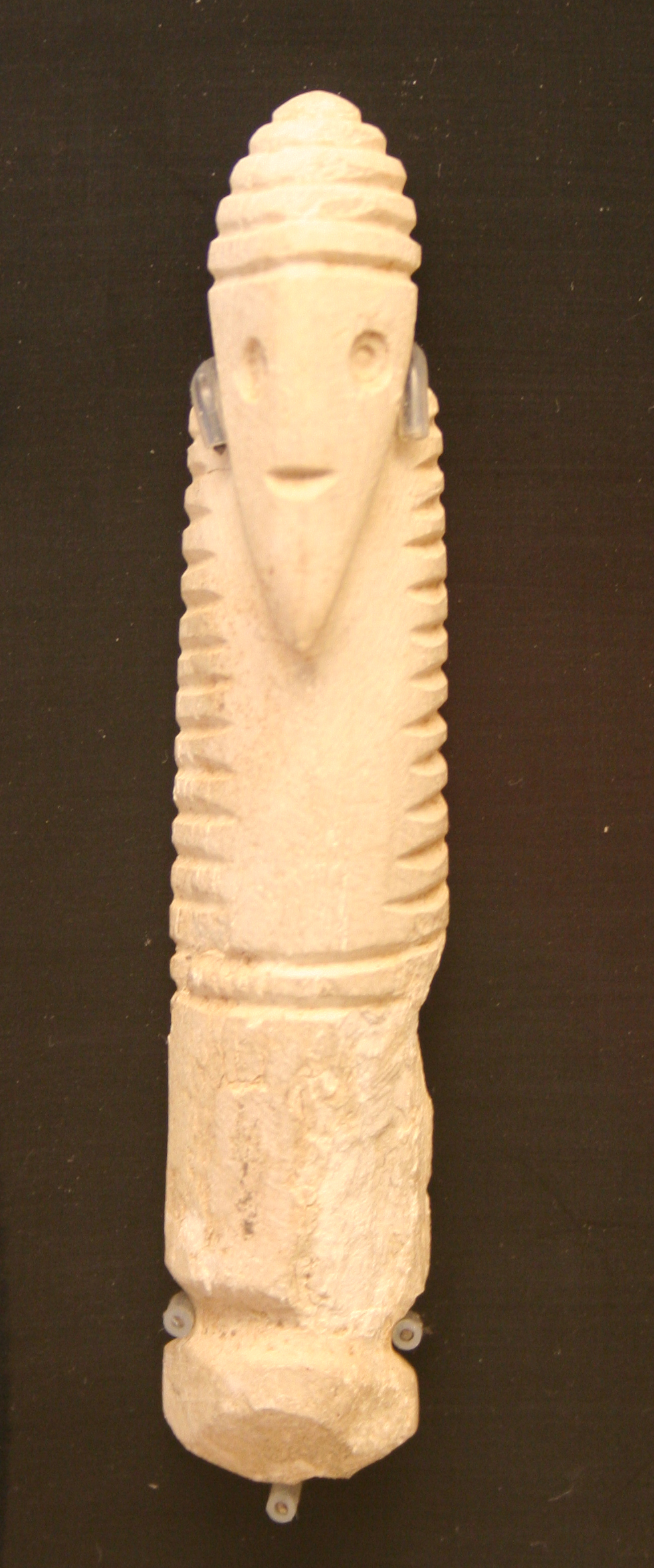
Бородатий чоловік, амулет, слонова кістка
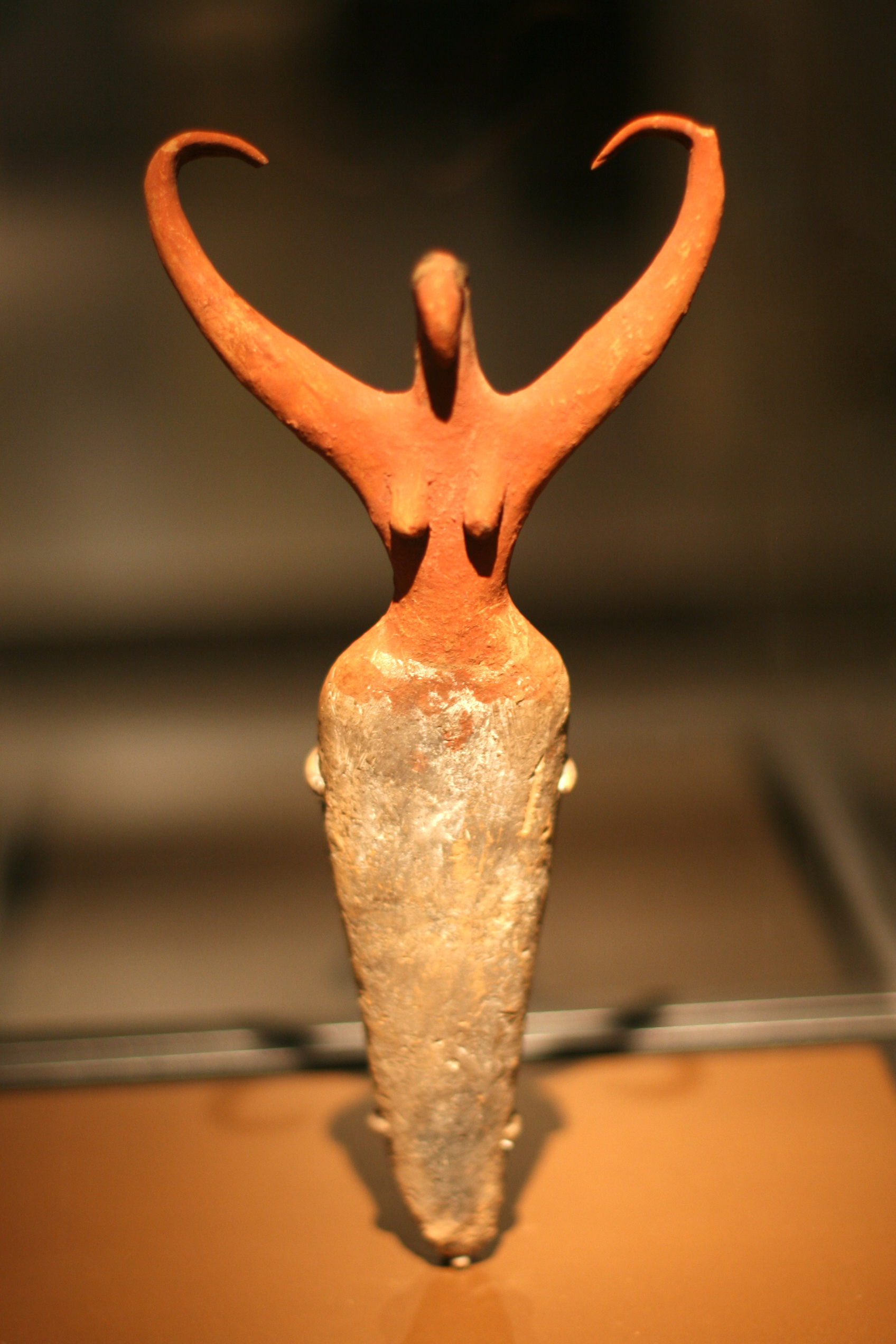
Фігурка жінки, Бруклінський музей
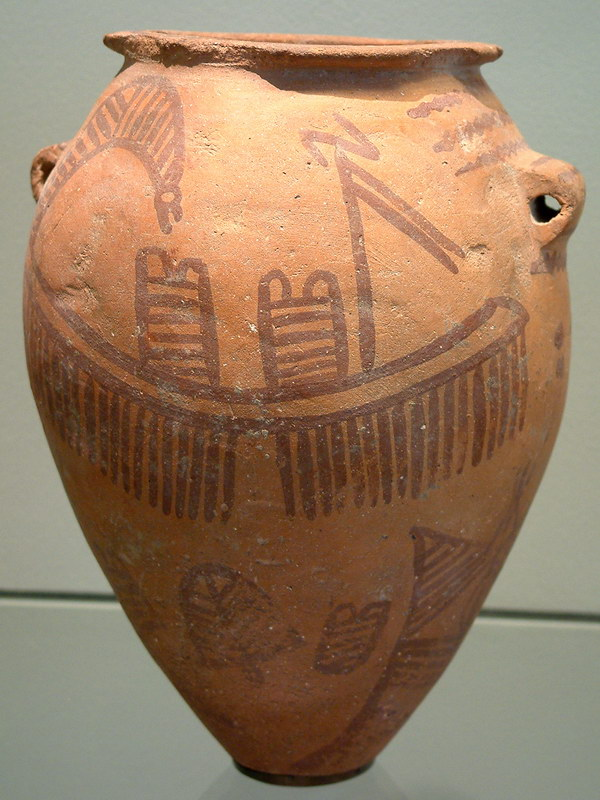
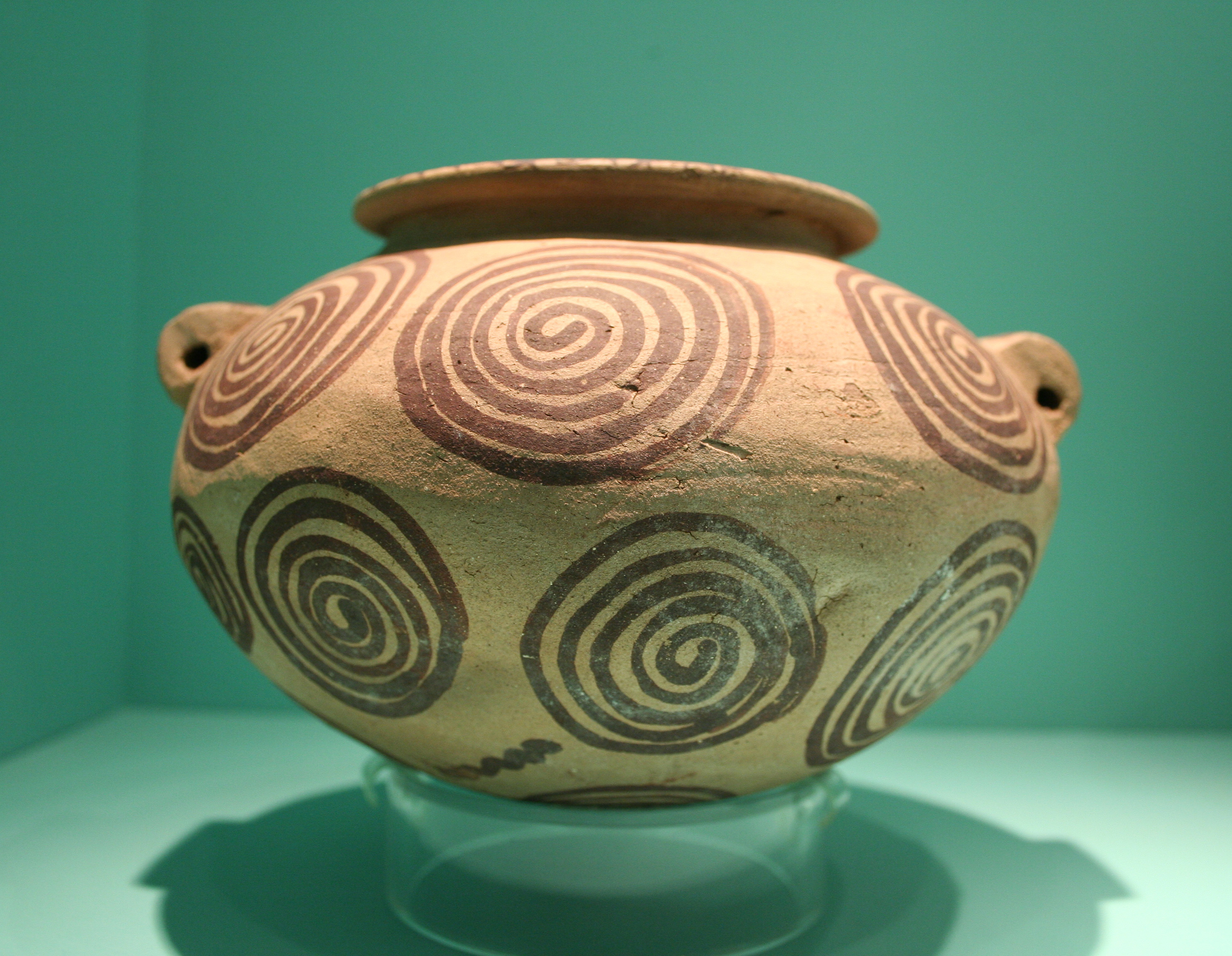
Ваза зі спіральними формами з охри